# The Disclosure Project
The Disclosure Project är en ideell organisation grundad 1993 av dr. Steven M. Greer med mål att avklassificera och avslöja all information relaterad till utomjordiskt liv och UFO som de menar att element av den amerikanska regeringen har sekretessbelagt och hållit hemlig. Gruppen efterfrågar också att den amerikanska kongressen håller öppna och ärliga utfrågningar om UFO:n, utomjordiska livsformer, och avancerade energi- och transport/framdrivningssystem.

## Uppdrag
- Att hålla öppna, sekretessfria utfrågningar om UFO/utomjordisk närvaro på och omkring Jorden.
- Att hålla öppna utfrågningar om avancerade energi- och framdrivningssystem som när de tas i allmänt bruk kan lösa dagens globala miljöproblem.
- Att åstadkomma en lagstiftning som bannlyser alla rymdbaserade vapen.
- Att åstadkomma en lagstiftning om att undersöka, utveckla och utforska rymden fredligt och samarbetsvilligt med alla kulturer på Jorden och i rymden.

## Konferens på National Press Club
Den 9 maj 2001 samlades över 20 vittnen från militära, statliga, underrättelsetjänster och forskningsinstitutioner på National Press Club i Washington, DC för att vittna om utomjordiska farkoster och livsformer, samt avancerad energi och framdrivningsteknik. Konferensen var anmärkningsvärd för den stora uppmärksamhet den fick.
The Disclosure Project menar sig ha en stark grund för sina påståenden med hjälp av sina vittnen, officiella dokument, radardata, ljudinspelningar och rapporter.

## Mediabevakning
The Disclosure Projects konferens följdes av mer än 100 medierepresentanter, från bland annat BBC, CNN, Pravda och Voice of America. National Press Clubs egen webcast av evenemanget följdes även av mer än 250 000 människor online enligt värden Dr. Steven Greer.

## Utveckling
Eftersom USA:s kongress inte är intresserad av att genomföra egna utfrågningar i den här frågan, så har Alfred Webre, internationell rådgivare för Institute for Cooperation in Space, och Stephen Bassett föreslagit att en medborgarutfrågning hålls utanför kongressen inför allmänheten där vittnen kan tala fritt.
I juli 2007 bildades en ny organisation av Dr. Greer under namnet Advanced Energy Research Organization (AERO), vilken har som mål att nå genombrott i områdena alternativ energi och alternativa transportsystem. I november tillkännagav AERO ett ”award program” där en fungerande så kallad fri energiteknologi belönas med $200 000.